# Канаш (Новосибирская область)
Канаш — бывшая деревня в Северном районе Новосибирской области России. Входила в состав Новотроицкого сельсовета. Исключена из реестра населённых пунктов в 2019 году.
Площадь деревни — 10 гектаров. В деревне по данным на 2007 год отсутствует социальная инфраструктура.

## Население
| 2002 | 2007 | 2010 |
| ---- | ---- | ---- |
| 0    | →0   | →0   |